# قانون بیو−ساوار
قانون بیو-ساوار (به انگلیسی: Biot–Savart law) یک معادله در الکترومغناطیس است که میدان مغناطیسی B، حاصل از جریان I را محاسبه می‌کند. این معادله میدان مغناطیسی را به بزرگی، جهت، طول و مجاورت جریان الکتریکی مربوط می کند. 

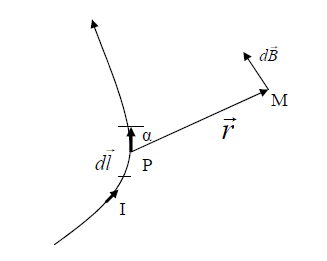
قانون بیو-ساوار میدان مغناطیسی را در نقطهٔ M تعیین می‌کند.

{\displaystyle \mathbf {B} ={\frac {\mu _{0}}{4\pi }}\int _{C}{\frac {Id\mathbf {l} \times \mathbf {r} }{|\mathbf {r} |^{3}}}}